# Liga de Campeones de Futsal de la FEF
La Liga de Campeones de la FEF (oficialmente en inglés: FEF Champions League), anteriormente denominada Campeonato Europeo de Campeones de Clubes de la UEFS, es la máxima competición anual de clubes de futsal en Europa. Es organizada por la Federación Europea de Futsal (FEF) desde 2017 y anteriormente por la Unión Europea de Futsal (UEFS) desde su creación en 1991.
En este torneo intervienen los campeones nacionales de clubes de los países afiliados a la FEF. En un principio el torneo fue ampliamente dominado por equipos de la Península ibérica, sin embargo, durante la década del 2010 hubo un dominio casi absoluto de los equipos de los países del Bloque del Este.
El campeón de la competición clasifica a la Copa Intercontinental de Clubes de la Federación Internacional de Fútbol de Salón (FIFUSA).

## Campeones

### Historial
| Año  | Sede                           | Oro                        | Plata                      | Bronce                                 |
| ---- | ------------------------------ | -------------------------- | -------------------------- | -------------------------------------- |
| 1991 | Jaén, España                   | Oliva Secavi Jaén F.S.     | Correio da Manha Lisboa    | Kosmos Netopyr Havirov                 |
| 1992 | Lisboa, Portugal               | Oliva Secavi Jaén F.S.     | Estrelas da Avenida Lisboa | Maja Senica Bratislava                 |
| 1993 | Palma de Mallorca, España      | Correio da Manha Lisboa    | Buades Electricista        | P.D. Senica                            |
| 1994 | Cádiz, España                  | Correio da Manha Lisboa    | C.P. Virgili Cádiz         | Poligran Moskva                        |
| 1995 | Cádiz, España                  | Puerto Santa María Hogasur | Belomar Lisboa             | Spartak Moscú                          |
| 1996 | Havirov, República Checa       | P.D. Senica                | Poligran Moskva            | BAT Havirov                            |
| 1997 | Guimarães, Portugal            | FJ Antunes Lasa            | C.D. Palicrisa Badajoz     | Koncentrat Yakutsk                     |
| 1998 | Sousel, Portugal               | G.D. 1° de Maio Barreiro   | Spartak Moscú              | Izolex-Brazil Košice                   |
| 1999 | Ibiza, España                  | Almaz Mirny                | FJ Antunes Lasa            | Gasifred AT Ibiza                      |
| 2001 | Moscú, Rusia                   | Vorto-Spartak-2            | Energetik Novukoml         | Almaz Mirny                            |
| 2002 | Košice, Eslovaquia             | Spartak Moscú              | Spartak Vitebsk            | Izolex Košice                          |
| 2003 | Moscú, Rusia                   | Dinamo Moscú               | Almaz-Alrosa Mirny         | Slov Matic Bratislava                  |
| 2004 | Solnechnogorsk, Rusia          | Almaz-Alrosa Mirny         | Ellast Novukoml            | ChemComex Praga                        |
| 2005 | Luhacovice, República Checa    | Almaz Mirny                | Jerevan Slavicin           | Refordenia Alicante                    |
| 2006 | Torrevieja, España             | Koncentrat Nerjunri        | Promociones Cartagena      | Ce Brasil Barcelona                    |
| 2007 | Anatolia, Turquía              | Dinamo Moscú               | Donbas Doneck              | VITBA Vitebsk                          |
| 2008 | Albena, Bulgaria               | Dinamo Moscú               | T.R. Ekaterinburg          | Ochrana Minsk                          |
| 2009 | Primorsko, Bulgaria            | Dinamo Moscú               | Chemcomex Praha            | Zorkij Krasnogorsk                     |
| 2010 | Minsk, Bielorrusia             | Podvodnik Jaroslav         | Belkommunmash Minsk        | Dinamo Moscú                           |
| 2011 | Kaliningrado, Rusia            | Spartak Moscow             | Chemcomex Praha            | SKO Daddy                              |
| 2012 | Ostrokovice, República Checa   | SAS Gomel                  | Hemkomeks Praha            | Lower Volga Saratov SMR-Plus Zlin      |
| 2013 | Gomel, Bielorrusia             | SAS Gomel                  | Dinamo Moscú               | Seguridad-Dynamo Minsk Hemkomeks Praha |
| 2014 | Lloret de Mar, España          | Chemcomex Praha            | Lower Volga Saratov        | VPS Novabrik Policka                   |
| 2015 | Valtice, República Checa       | Lipino Zilina              | Chemcomex Praha            | Lower Volga Saratov                    |
| 2016 | Lloret de Mar, España          | Volga Saratov              | Amanat                     | SMR Plus Zlin                          |
| 2017 | Rimini, Italia                 | Volga Saratov              | Torpedo Mami Moscow        | VPS Novabrick Polička                  |
| 2018 | Praga, República Checa         | Torpedo Mami Moscow        | Volga Saratov              | VPS Novabrick Policka                  |
| 2019 | Sarajevo, Bosnia y Herzegovina | Zamm Mc Sarajevo           | Torpedo Mami Moscow        | VPS Novabrick Policka                  |

## Palmarés
| País                       | Campeón                    | Subcampeón           | Tercer lugar               | Cuarto lugar |  |
| -------------------------- | -------------------------- | -------------------- | -------------------------- | ------------ |  |
| Dinamo Moscú               | 4 (2003, 2007, 2008, 2009) | 1 (2013)             | 1 (2010)                   |              |  |
| Spartak Moscú              | 2 (2002, 2011)             | 1 (1998)             | 1 (1995)                   |              |  |
| Correio da Manha Lisboa    | 2 (1993, 1994)             | 1 (1991)             |                            |              |  |
| Volga Saratov              | 2 (2016, 2017)             | 1 (2018)             |                            |              |  |
| Almaz Mirny                | 2 (1999, 2005)             |                      | 1 (2001)                   |              |  |
| Oliva Secavi Jaén F.S.     | 2 (1991, 1992)             |                      |                            |              |  |
| SAS Gomel                  | 2 (2012, 2013)             |                      |                            |              |  |
| Chemcomex Praha            | 1 (2014)                   | 3 (2009, 2011, 2015) | 1 (2004)                   |              |  |
| Torpedo Mami Moscow        | 1 (2018)                   | 2 (2017, 2019)       |                            |              |  |
| FJ Antunes Lasa            | 1 (1997)                   | 1 (1999)             |                            |              |  |
| Almaz-Alrosa Mirny         | 1 (2004)                   | 1 (2003)             |                            |              |  |
| P.D. Senica                | 1 (1996)                   |                      | 1 (1993)                   |              |  |
| Puerto Santa María Hogasur | 1 (1995)                   |                      |                            |              |  |
| G.D. 1° de Maio Barreiro   | 1 (1998)                   |                      |                            |              |  |
| Vorto-Spartak-2            | 1 (2001)                   |                      |                            |              |  |
| Koncentrat Nerjunri        | 1 (2006)                   |                      |                            |              |  |
| Podvodnik Jaroslav         | 1 (2010)                   |                      |                            |              |  |
| Lipino Zilina              | 1 (2015)                   |                      |                            |              |  |
| Zamm Mc Sarajevo           | 1 (2019)                   |                      |                            |              |  |
| Lower Volga Saratov        |                            | 1 (2014)             | 2 (2012, 2015)             |              |  |
| Poligran Moskva            |                            | 1 (1996)             | 1 (1994)                   |              |  |
| Hemkomeks Praha            |                            | 1 (2012)             | 1 (2013)                   |              |  |
| Estrelas da Avenida Lisboa |                            | 1 (1992)             |                            |              |  |
| Buades Electricista        |                            | 1 (1993)             |                            |              |  |
| C.P. Virgili Cádiz         |                            | 1 (1994)             |                            |              |  |
| Belomar Lisboa             |                            | 1 (1995)             |                            |              |  |
| C.D. Palicrisa Badajoz     |                            | 1 (1997)             |                            |              |  |
| Energetik Novukoml         |                            | 1 (2001)             |                            |              |  |
| Spartak Vitebsk            |                            | 1 (2002)             |                            |              |  |
| Ellast Novukoml            |                            | 1 (2004)             |                            |              |  |
| Jerevan Slavicin           |                            | 1 (2005)             |                            |              |  |
| Promociones Cartagena      |                            | 1 (2006)             |                            |              |  |
| Donbas Doneck              |                            | 1 (2007)             |                            |              |  |
| T.R. Ekaterinburg          |                            | 1 (2008)             |                            |              |  |
| Belkommunmash Minsk        |                            | 1 (2010)             |                            |              |  |
| Amanat                     |                            | 1 (2016)             |                            |              |  |
| VPS Novabrik Policka       |                            |                      | 4 (2014, 2017, 2018, 2019) |              |  |
| SMR-Plus Zlin              |                            |                      | 2 (2012, 2016)             |              |  |
| Kosmos Netopyr Havirov     |                            |                      | 1 (1991)                   |              |  |
| Maja Senica Bratislava     |                            |                      | 1 (1992)                   |              |  |
| BAT Havirov                |                            |                      | 1 (1996)                   |              |  |
| Koncentrat Yakutsk         |                            |                      | 1 (1997)                   |              |  |
| Izolex-Brazil Košice       |                            |                      | 1 (1998)                   |              |  |
| Gasifred AT Ibiza          |                            |                      | 1 (1999)                   |              |  |
| Izolex Košice              |                            |                      | 1 (2002)                   |              |  |
| Slov Matic Bratislava      |                            |                      | 1 (2003)                   |              |  |
| Refordenia Alicante        |                            |                      | 1 (2005)                   |              |  |
| Ce Brasil Barcelona        |                            |                      | 1 (2006)                   |              |  |
| VITBA Vitebsk              |                            |                      | 1 (2007)                   |              |  |
| Ochrana Minsk              |                            |                      | 1 (2008)                   |              |  |
| Zorkij Krasnogorsk         |                            |                      | 1 (2009)                   |              |  |
| SKO Daddy                  |                            |                      | 1 (2011)                   |              |  |
| Seguridad-Dynamo Minsk     |                            |                      | 1 (2013)                   |              |  |